# Lampornis hemileucus
Lampornis hemileucus là một loài chim trong họ Trochilidae.